# Pollenia luteovillosa
Pollenia luteovillosa är en tvåvingeart som beskrevs av Knut Rognes 1987. Pollenia luteovillosa ingår i släktet vindsflugor, och familjen spyflugor.
Artens utbredningsområde är Marocko. Inga underarter finns listade i Catalogue of Life.